# Wilhelm Hollmann (Politiker)

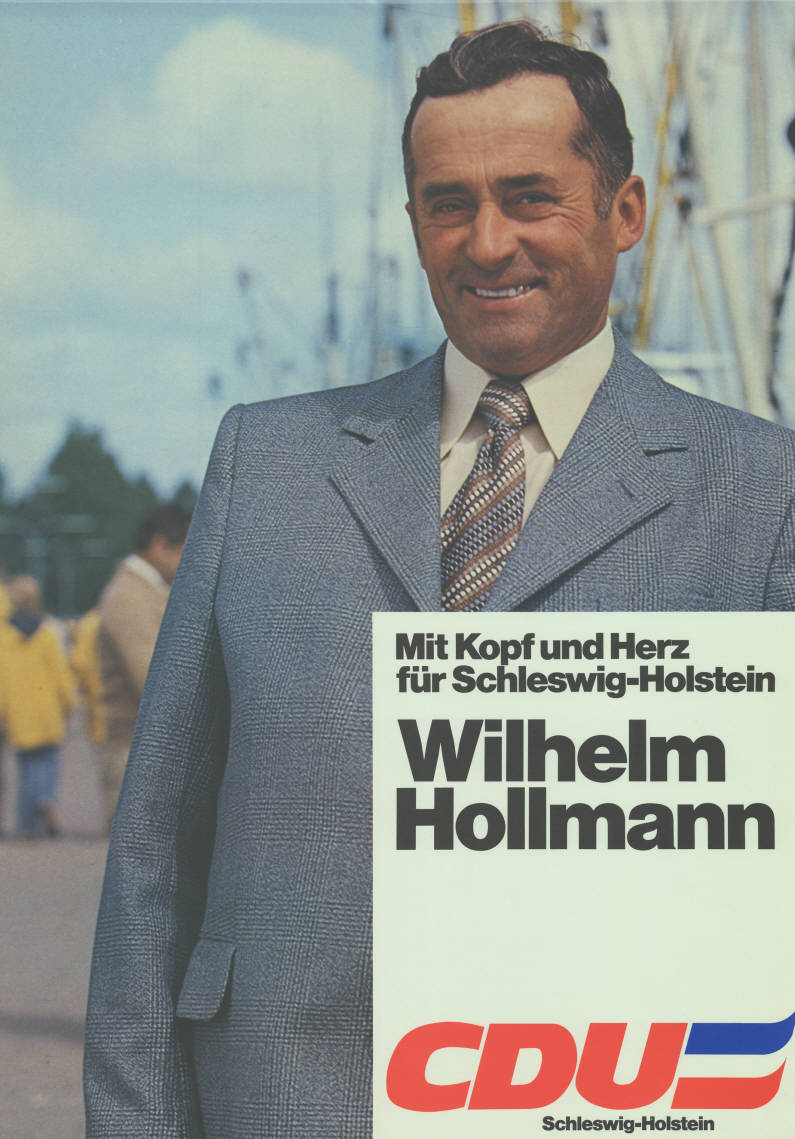
Kandidatenplakat zur Landtagswahl in Schleswig-Holstein 1979

Wilhelm Hollmann (* 3. Oktober 1922 in Hohenelbe, Tschechoslowakei; † 8. März 2010 in Oesterdeichstrich) war ein deutscher Politiker (CDU).
Nach seinem Abitur war Hollmann praktisch in der Landwirtschaft tätig und ab 1949 selbständiger Landwirt. Er war Mitglied des Bauernverbandes, Kreisvorsitzender und Mitglied des Landesvorstandes sowie Vorstandsmitglied der Landwirtschaftskammer Schleswig-Holstein.
Hollmann trat 1958 in die CDU ein, bei der er stellvertretender Kreisvorsitzender war. Er war Gemeindevertreter und wurde 1974 Bürgermeister. Von 1979 bis 1987 saß er für den Landtagswahlkreis Dithmarschen-Nord im Landtag von Schleswig-Holstein.